# Stanisław Sierakowski (poseł)
Stanisław Sierakowski (ur. 9 marca 1881 w Poznaniu, zm. 26 października 1939 w Rypinie) – polski działacz narodowy w Republice Weimarskiej i III Rzeszy, pierwszy prezes ZPwN i Związku Mniejszości Narodowych w Niemczech, poseł do Sejmu Pruskiego, hrabia.

## Życiorys

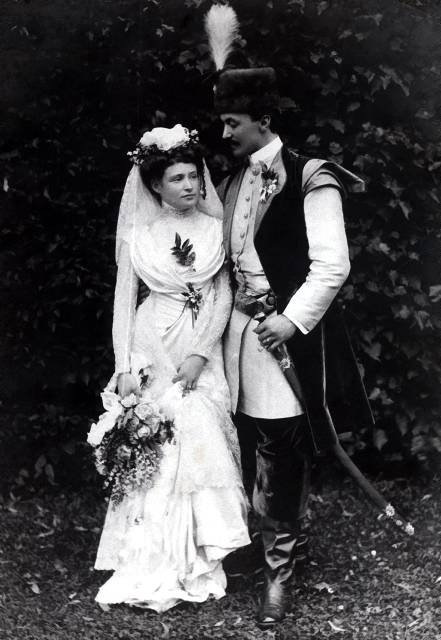
Helena z Lubomirskich i Stanisław Sierakowski, zdjęcie ślubne, 1910

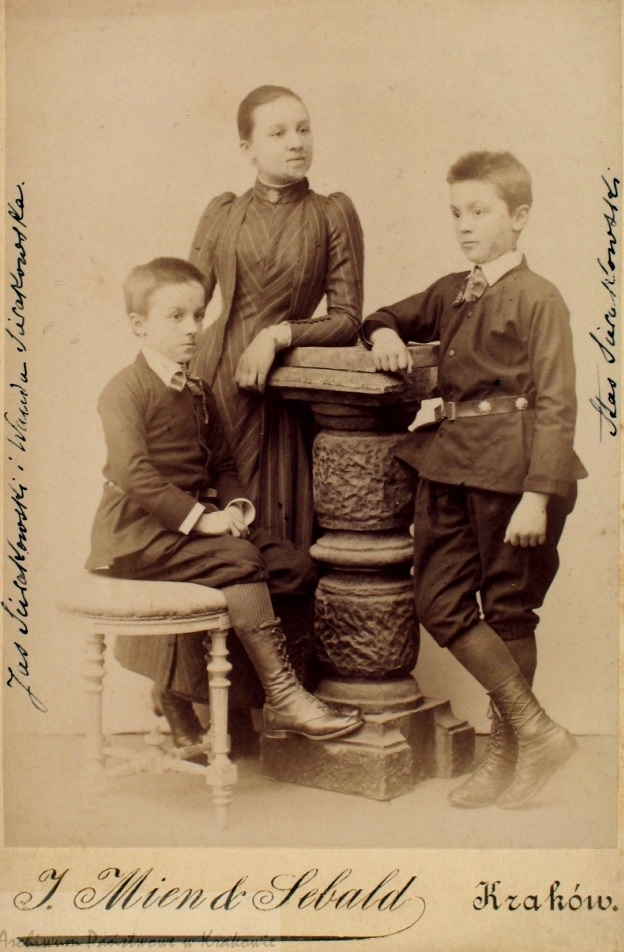
Wanda, Stanisław i Jan Sierakowscy

Pochodził z zamożnej rodziny właścicieli ziemskich w Waplewie (na Powiślu) i Osieku (ziemia dobrzyńska). Jego ojcem był Adam Sierakowski. Uczęszczał do gimnazjum w Chełmnie, za ówczesną działalność w kółku Filomatów Pomorskich spędził tydzień w pruskim więzieniu. Studiował na uniwersytetach w Berlinie i Brukseli. W 1910 pojął za żonę Helenę z książąt Lubomirskich, z którą miał siedmioro dzieci: Teresę (1911–1939), Adama (1912–1964), Andrzeja (1914–1995), Różę (1915–1949), Marię (1917–1989), Wandę (1920–1989) i Jadwigę (ur. 1924).
Pod koniec I wojny światowej został członkiem Podkomisariatu Naczelnej Rady Ludowej na Prusy Królewskie, Warmię i Pomorze.
W 1919 był kierownikiem akcji przygotowawczej do plebiscytu narodowościowego na Warmii. Po przegranym plebiscycie pozostał w Waplewie, które znalazło się w Prusach. W 1920 po śmierci brata Jana, odziedziczył po nim majątek w Osieku.
Po 1919 współtworzył Związek Polaków w Prusach Wschodnich, a następnie (1922) Związek Polaków w Niemczech. Wybrany jego pierwszym prezesem, pełnił funkcję konsula generalnego w Kwidzynie (1920–1921), oraz sprawował mandat posła do sejmu pruskiego (1921–1928) wybieranego z listy krajowej mniejszości narodowych. Był również właścicielem oraz wydawcą miesięcznika Kulturwehr. Miesięcznik był deficytowy, a i liczne podróże podejmowane w działalności politycznej finansował z własnej kieszeni. Zaciągał kredyty, których na skutek kryzysu przełomu lat 20. i 30. nie mógł spłacić. Stało się to przyczyną utraty większości majątku waplewskiego. Po przejęciu władzy przez NSDAP, władze nakazały mu opuszczenie Niemiec, Sierakowski przeniósł się do Polski i osiadł w majątku osieckim.
20 października 1939 aresztowany przez Volksdeutscher Selbstschutz i więziony w rypińskim więzieniu, gdzie po kilku dniach tortur został zamordowany wraz z żoną Heleną, córką Teresą i jej mężem Tadeuszem Gniazdowskim.
Imię Heleny i Stanisława Sierakowskich nosi Zespół Szkół Rolniczych w Kisielicach oraz Zespół Szkolno - Przedszkolny w Waplewie Wielkim.